# 6449 Kudara
6449 Kudara è un asteroide della fascia principale. Scoperto nel 1991, presenta un'orbita caratterizzata da un semiasse maggiore pari a 2,3242595 UA e da un'eccentricità di 0,1423005, inclinata di 2,46405° rispetto all'eclittica.